# Sống thực vật
Sống thực vật, trạng thái thực vật kéo dài (persistent vegetative state - PVS) là một rối loạn ý thức trong đó bệnh nhân bị tổn thương não nghiêm trọng ở trạng thái kích thích một phần thay vì nhận thức thực sự. Sau bốn tuần ở trạng thái thực vật (VS), bệnh nhân được phân loại là ở trạng thái thực vật dai dẳng. Chẩn đoán này được phân loại là trạng thái thực vật vĩnh viễn trong một vài tháng (3 ở Mỹ và 6 ở Anh) sau chấn thương sọ não không do chấn thương hoặc một năm sau chấn thương. Ngày nay, các bác sĩ và nhà thần kinh học thích gọi trạng thái ý thức này là hội chứng, chủ yếu vì các câu hỏi đạo đức về việc một bệnh nhân có thể được gọi là "thực vật" hay không.

## Định nghĩa
Có một số định nghĩa khác nhau tùy theo góc nhìn kỹ thuật so với cách góc nhìn của người dùng. Các định nghĩa này có ý nghĩa pháp lý khác nhau ở các quốc gia khác nhau.

### Định nghĩa y học
Một trạng thái không thức tỉnh kéo dài hơn một vài tuần được gọi là trạng thái sống thực vật dai dẳng (hoặc 'tiếp tục').

### Thiếu sự rõ ràng về pháp lý
Không giống như chết não, trạng thái thực vật vĩnh viễn (PVS) được luật pháp quy định công nhận là tử vong trong rất ít hệ thống pháp luật. Ở Mỹ, các tòa án đã yêu cầu các kiến nghị trước khi chấm dứt hỗ trợ sự sống chứng minh rằng bất kỳ sự phục hồi nào của các chức năng nhận thức trên trạng thái thực vật được đánh giá là không thể bởi ý kiến y tế có thẩm quyền. Tại Anh và xứ Wales tiền lệ pháp lý cho việc ngừng việc hỗ trợ dinh dưỡng về mặt lâm sàng và hydrat hóa trong các trường hợp bệnh nhân sống thực vật được thành lập vào năm 1993 trong trường hợp của Tony Bland, người duy trì chấn thương não và thiếu oxy nghiêm trọng trong Thảm họa Hillsborough 1989. Không cần thiết phải nộp đơn lên Tòa án Bảo vệ trước khi có thể rút hoặc giữ lại ống cung cấp dinh dưỡng và hydrat hóa từ bệnh nhân sống thực vật (hoặc có 'ý thức tối thiểu' - MCS).
Trạng thái không rõ ràng về luật pháp này đã dẫn đến những người ủng hộ cho rằng những người sống thực vật nên được phép chết. Những người khác với số lượng không kém xác định rằng, nếu người bệnh có thể phục hồi thì nên tiếp tục chăm sóc. Sự tồn tại của một số lượng nhỏ các trường hợp sống thực vật được chẩn đoán cuối cùng đã dẫn đến cải thiện khiến việc xác định phục hồi là "không thể" đặc biệt khó khăn theo nghĩa pháp lý. Vấn đề pháp lý và đạo đức này đặt ra câu hỏi về quyền tự chủ, chất lượng cuộc sống, sử dụng nguồn lực phù hợp, mong muốn của các thành viên trong gia đình và trách nhiệm nghề nghiệp.